# 上杉町
上杉町（うえすぎちょう）は、京都府綾部市の地名。郵便番号は623-0102。

## 地理
綾部市北部に位置する東八田地区の一地域。北で黒谷町・於与岐町、東で井根町、南東で十倉名畑町、南で梅迫町、南西で中筋町、西で七百石町、北西で高槻町と隣接する。
国道27号とJR舞鶴線が上杉町の中心部を南北に通過しており、いずれも綾部市街および舞鶴市方面へ延びている。

### 小字
| - 家ノ谷 - 石子 - 石橋 - 稲葉ノ下 - 井ノ丘 - 井ノ迫 - 茨薮 - 今北 - 大石 - 大田 - 奥大石 - 門ノ坪 - 上雉路 - 上藤重 - 仮矢場 - 上町 - 崩 - 久保井根 - 久保ノ上 | - 久保ノ下 - 桑替 - 小嶋 - 小嶋口 - 小嶋谷 - 小山 - 斉布 - 坂 - 堺ノ谷 - 渋市 - 清水汲 - 下市ノ瀬 - 下雉路 - 下町 - 末共 - 杉谷 - 杉谷口 - 田井戸田 - 太郎平山 | - 大師 - 大宝山 - 丁田 - 土穴 - 堤 - 寺ノ迫 - 鳥居野 - 鳥居ノ北 - 道場 - 中嶋 - 中寺口 - 西ケ迫 - 西寺口 - 西縄手 - 布垣 - 野瀬 - 旗投 - 八幡ノ下 - 花ノ木 | - 東谷 - 東寺口 - 日后 - 日向後 - 桧ケ下 - 札ノ辻 - 的場 - 宮ノ谷 - 向ノ上 - 森東 - 八垣 - 焼森 - ヤボセ - 岼ケ前 - 横縄手 - 陸臓 |

## 歴史

### 丹波国何鹿郡上杉荘
祖父を勧修寺盛憲、父を勧修寺清房とする重房が、鎌倉幕府の新たなる征夷大将軍として宗尊親王が山城国葛野郡の京から相模国の鎌倉へ下る折、お供をすることになった。この東下り以降、重房は公家より武家と転じ、侍（さむらい）として丹波国何鹿郡上杉荘に所領を得て上杉重房となり鎌倉武士の一翼を担う。この上杉荘は現在の綾部市安国寺町なども含む上杉町の周辺一帯であった。そして、綾部市上杉町はその名を現在にまで残している。
この重房の孫娘の上杉清子は足利貞氏に嫁し、後の足利尊氏を産む。この足利尊氏生誕の地の候補のひとつが現在の綾部市安国寺町すなわち丹波国何鹿郡上杉荘と言われている。足利尊氏は夢窓疎石の意見を取り上げ日本全国の令制国単位に安国寺利生塔を建立したが、丹波国では上杉氏の菩提寺となっていた上杉荘（現在の安国寺町辺りであるが）の光福寺を丹波国安国寺とし、景徳山安国寺に改めた。

### 地名の由来
この一帯が上杉氏の本貫地である丹波国何鹿郡上杉荘（うえすぎのしょう）と呼ばれていた頃の名残である。

### 沿革
- 1889年（明治22年）4月1日 - 町村制施行に伴い何鹿郡東八田村が成立。上杉村は東八田村大字上杉となる。
- 1950年（昭和25年）8月1日 - 東八田村が綾部町・中筋村・吉美村・山家村・西八田村・口上林村が合併し綾部市が発足。東八田村は廃止となる。東八田村大字上杉は綾部市上杉町となった。

## 交通

### 鉄道
JR西日本舞鶴線が通り、梅迫駅が利用できる。梅迫駅は上杉町と上杉町の南に隣接する梅迫町との境界線上に位置する駅である。

### バス
- あやべ市民バス

### 道路
国道27号を中心とし、複数の県道が分岐している。
- 国道27号 - 北方面は舞鶴市、南方面は綾部市街・京丹波町方面へ抜ける。
- 京都府道74号舞鶴綾部福知山線 - 上杉町より南では国道27号と並走し綾部市街へ向かっている。北方面は、上杉町内で一旦国道27号と重複後分かれ丹後峠を経由して舞鶴市方面へ向かう、国道27号の迂回路・裏道としての役目を持つ。
- 京都府道481号上杉和知線 - 国道27号「上杉」交差点を起点とする道路で、東へ延び黒石峠を経て綾部市十倉名畑町方面へ抜けることができる。
- 京都府道485号物部梅迫停車場線 - 字宮ノ谷付近の府道74号舞鶴綾部福知山線から西へ延び、綾部市物部町方面へ向かっている。南方面は一旦府道74号舞鶴綾部福知山線と重複し、綾部市梅迫町内で分かれてJR梅迫駅のアクセス道路となる。
- 舞鶴若狭自動車道 - 北辺を通る。綾部パーキングエリアは隣接する高槻町にあたり、地内にはあたらない。

## 施設
- 海上自衛隊舞鶴システム通信隊送信所
- 綾部市総合運動公園
  - 綾部市総合運動公園体育館
  - あやべ球場
- 綾部市立東八田小学校
- 延近公民館
- 大石公民館
- 愛宕集会所
- 禅徳寺
- 施福寺
- 日吉神社
- 八坂神社
- 金森大神

## その他

### 日本郵便
- 郵便番号 : 623-0102[1]（集配局：梅迫郵便局[3]）。